# Tramway de Vantaa, ligne 570
La ligne de tramway rapide de Vantaa (finnois : Vantaan pikaraitiotie) ou ligne 570 ou encore Raide-Jokeri 3 est un projet de ligne de tramway à Vantaa en Finlande,,,,,.

## Présentation
La ligne a pour objectif de remplacer la ligne de bus Runkolinja 570.
L'itinéraire d'environ 19 kilomètres devrait conduire de Mellunkylä à Hakunila, Tikkurila et Aviapolis puis à l'aéroport d'Helsinki-Vantaa,.
La ligne de tramway relierait la station de métro Mellunmäki et trois gares ferroviaires de Vantaa.

## Avancement du projet
En 2021-2024, la ligne de tramway est en phase de planification.
Au plus tôt, la décision de financement serait prise en 2023, alors que la construction du tramway pourrait commencer en 2024 et le projet pourrait être achevé en 2028,.
Le projet a fait l'objet d'enquêtes en ligne et de plusieurs manifestations dans divers quartiers de l'Est de Vantaa,.
La ville de Vantaa et l'établissement des transports de la ville d'Helsinki ont fondée la coentreprise Pääkaupunkiseudun Kaupunkiliikenne qui sera chargée entre-autres de l'exploitation des tramway de Vantaa et d'Helsinki.

## Galerie

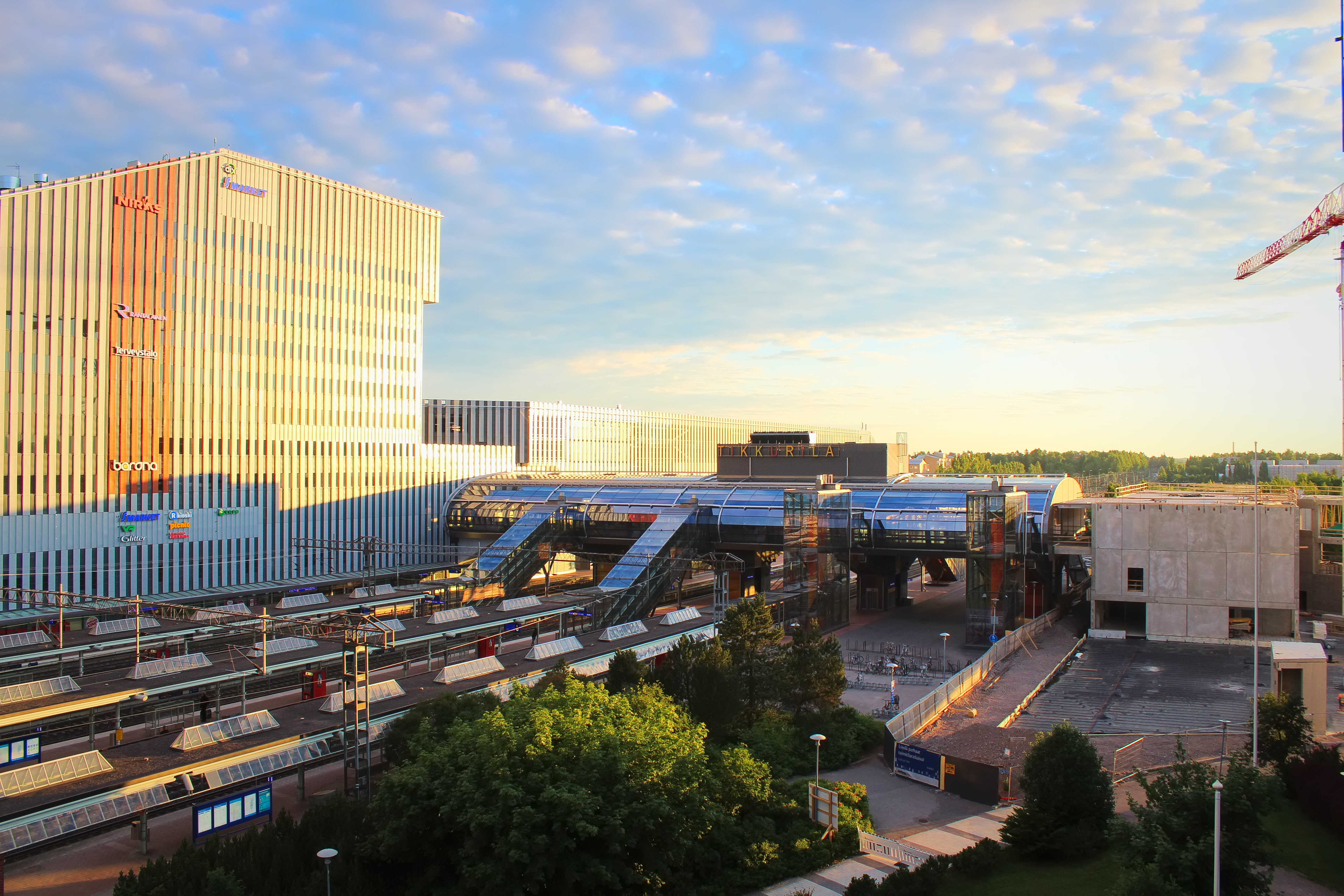
Gare de Tikkurila.
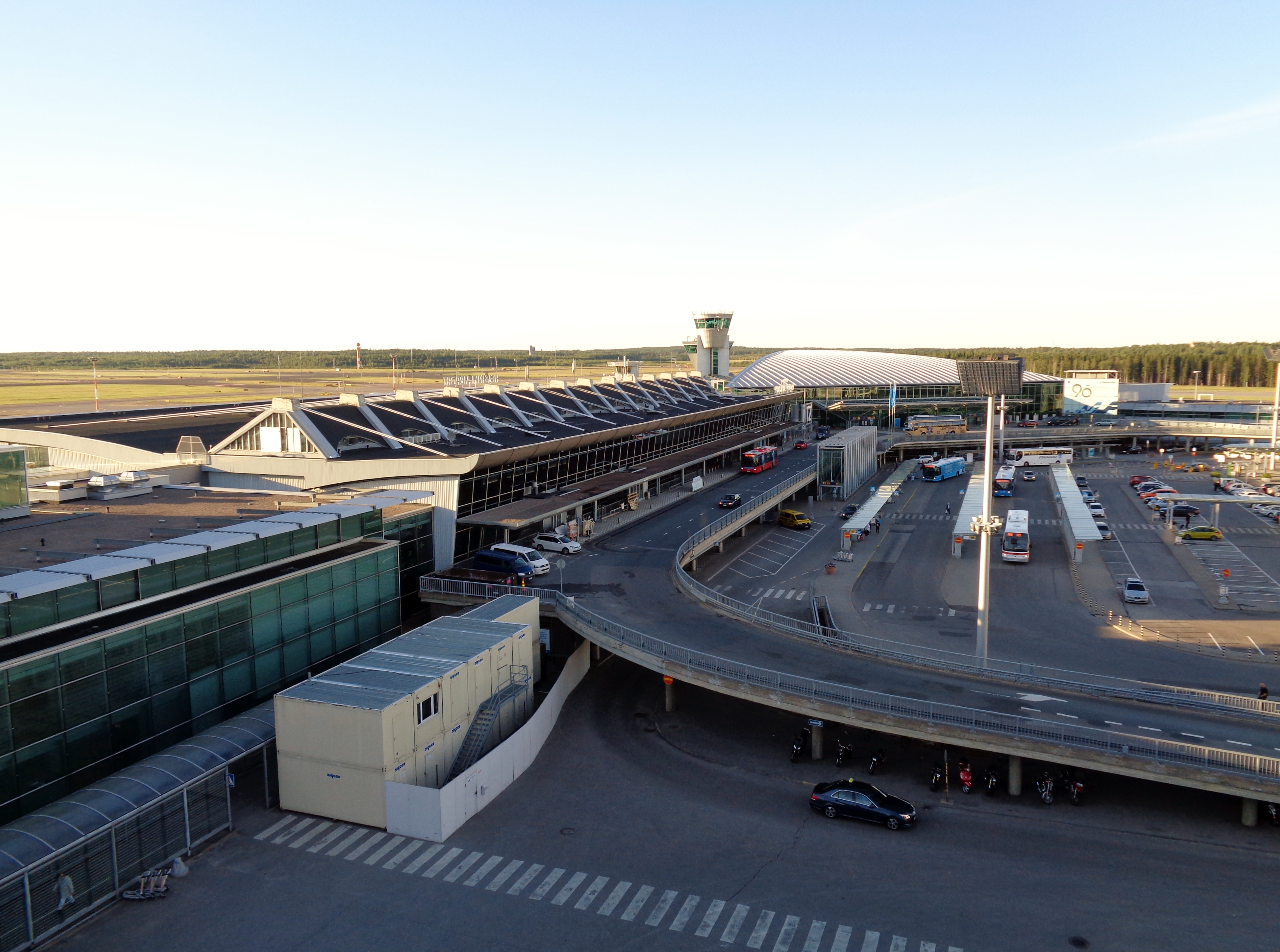
Le terminal de la ligne 570 sera à l'aéroport d'Helsinki-Vantaa.